# Räddningsstation Härnösand
Räddningsstation Härnösand är en av Sjöräddningssällskapets räddningsstationer. 
Räddningsstation Härnösand ligger vid norra hamnutloppet i Härnösand. Den inrättades 2007 och har 30 frivilliga. 

## Räddningsfarkoster
- 12-04 Rescue Lars Prytz, ett 11,8 meter långt täckt räddningsfartyg av Victoriaklass,byggt 1998
- Rescue SXK Västkustkretsen, av Gunnel Larssonklass, byggd 2009

## Tidigare räddningsfarkoster
- 7-01 Rescue Hemsö, en 7,03 meter lång öppen ribbåt, byggd 1994, närmast tidigare på Räddningsstation Hudiksvall